# Parque de Atracciones de Vizcaya
El Parque de Atracciones de Vizcaya (también denominado coloquialmente Parque de Atracciones de Archanda) fue un parque de atracciones impulsado por la Diputación Foral de Vizcaya a principios de la década de 1970 y situado a muy pocos kilómetros del centro de Bilbao (España). Las autoridades provinciales vizcaínas lanzaron una convocatoria pública proclamando la necesidad que sentía toda la provincia de un lugar abierto, que sirviese de recreo a personas de todas las edades, con unas instalaciones que combinasen lo moderno y lo clásico y que ofreciesen el medio para el ocio más limpio y natural.
En 1972, la Excelentísima Diputación de Vizcaya otorgó su confianza a la sociedad Parque de Atracciones de Vizcaya S.A., que fue expresamente constituida por tres entidades financieras y la empresa Parque de Atracciones de Madrid para la construcción y explotación del recinto.
Los trabajos comenzaron en 1973 y el parque se inauguró en 1974, manteniéndose en funcionamiento durante más de quince años, hasta que fue clausurado en el año 1990, debido a la baja afluencia de público.
La Diputación Foral de Vizcaya procedió a su derribo en febrero de 2018. La demolición del antiguo parque tuvo una duración de 153 días y los trabajos finalizaron el 9 de julio.

## Historia

### Inicios
En 1972, la empresa gestora del Parque de Atracciones de Madrid en la Casa de Campo convenció a la Diputación de Vizcaya de la idoneidad de construir un complejo recreativo en las afueras de Bilbao. El 31 de mayo de 1972 se publicaba en el Heraldo Provincial la disposición de tres importantes entidades de hacerse cargo del proyecto. EL 28 de julio de aquel año se creó la sociedad Parque de Atracciones de Vizcaya Sociedad Anónima, compuesta por Parque de Atracciones de Madrid, la Caja de Ahorros Municipal de Bilbao, la Caja de Ahorros Vizcaína y Bankunión, para la construcción y explotación del recinto. El 9 de julio de 1973 comenzaron los trabajos y en 14 meses 270 obreros de la empresa Edificios y Obras S.A. construyeron el parque tras haber utilizado 13 toneladas de dinamita para remover alrededor de 300.000 metros cúbicos de tierra. Con una inversión que ascendió a 515 millones de pesetas (3,1 millones de euros), daba trabajo a 130 empleados y en su tiempo se le consideró uno de los más modernos parques de atracciones de Europa.

### Inauguración
La idea era inaugurar el parque en el verano de 1974, a principios de julio, pero a pesar de la celeridad con la que se habían llevado a cabo los trabajos el parque no pudo estar completamente acabado para ese mes. La expectación aumentaba en la ciudad, así que con el fin de evitar una afluencia masiva de público la inauguración oficial se programó un miércoles, el 14 de agosto de 1974.
Pero el 13 se anunció un nuevo aplazamiento de diez días, hasta el 24 de agosto. Hasta que por fin el día 14 de septiembre, sin fastos oficiales y con el verano casi terminado, el Parque de Atracciones de Vizcaya abría sus puertas a las 6 de la tarde.
El día de la inauguración el parque estaba compuesto por las atracciones, la pista de kárting, y la mayor parte de los locales hosteleros; el anfiteatro no se inauguró hasta el año 1975 y faltaban aún por llegar el minizoo y las instalaciones deportivas. El parque se fue completando hasta el final de la década de los 70 con zonas verdes, un merendero y un anfiteatro para 4.800 espectadores.
Entre sus cifras destacaban los 250 metros de largo por 20 de ancho de la avenida principal, las 75 toneladas de peso de la montaña rusa, los 2.000 metros cuadrados del porche de la entrada, los 22 kilómetros de cable subterráneo para la instalación eléctrica o los más de 11 kilómetros de tubería de suministro de agua y saneamiento.

### Funcionamiento
Como era de esperar, esta iniciativa tuvo una gran acogida, tanto por el público como por los medios de información, y se vio refrendada con la gran afluencia de público que fue a disfrutar de las instalaciones, llegando a recibir 447 000 personas en el año 1975. Durante sus primeros tres años de existencia el Parque de Atracciones de Vizcaya se convirtió en la principal referencia de ocio en Vizcaya.
Había atracciones fundamentalmente para niños (tiovivos, minimotos, coches Ford T sobre raíles, fuerte militar y campamento indio…), pero también para adultos (montaña rusa, kárting, tren fantasma, Gusano Loco…). El recinto estaba perfectamente equipado con un gran aparcamiento, cafeterías, restaurantes y puestos de dulces y golosinas. Gente de Vizcaya y de otras provincias limítrofes acudían al parque, que vive en la década de 1970 sus mejores años. En sus primeros años de vida el Parque de Atracciones, siendo la gran novedad, tuvo un más que notable número de visitas. En la década de 1980, el plan de un día entero en el parque era muy normal, preferiblemente en verano. La asistencia al parque en otoño o en invierno bajaba drásticamente, hasta el punto de tener que cerrar muchos fines de semana durante esos meses.
Una línea de autobús subía desde Bilbao hasta el complejo, siendo escasa su frecuencia al principio y ampliándose más tarde. Aun así, se generaban enormes retenciones.
En 1975, se inauguró el minizoo, muy popular y con gran variedad de animales; y en 1978, la piscina, para la cual había que pagar entrada aparte. Fue durante mucho tiempo la mejor piscina de Vizcaya, aunque en mal emplazamiento. Durante años se inauguraba al menos una nueva atracción por año, pero había indicios de que la cosa no iba bien del todo, y esto se vio acentuado con la crisis industrial que vivió Vizcaya entre 1982 y 1984. El parque quiso en 1981 modernizarse para tratar de relanzarse, pero la crisis vizcaína lo impidió.
El Parque de Atracciones de Vizcaya se convirtió en un emblema de la nueva Vizcaya, que había sido cimentada a base de industria, capital y trabajo, pero que con la reconversión industrial de principios de los 80 miraba hacia un futuro incierto.

### Declive

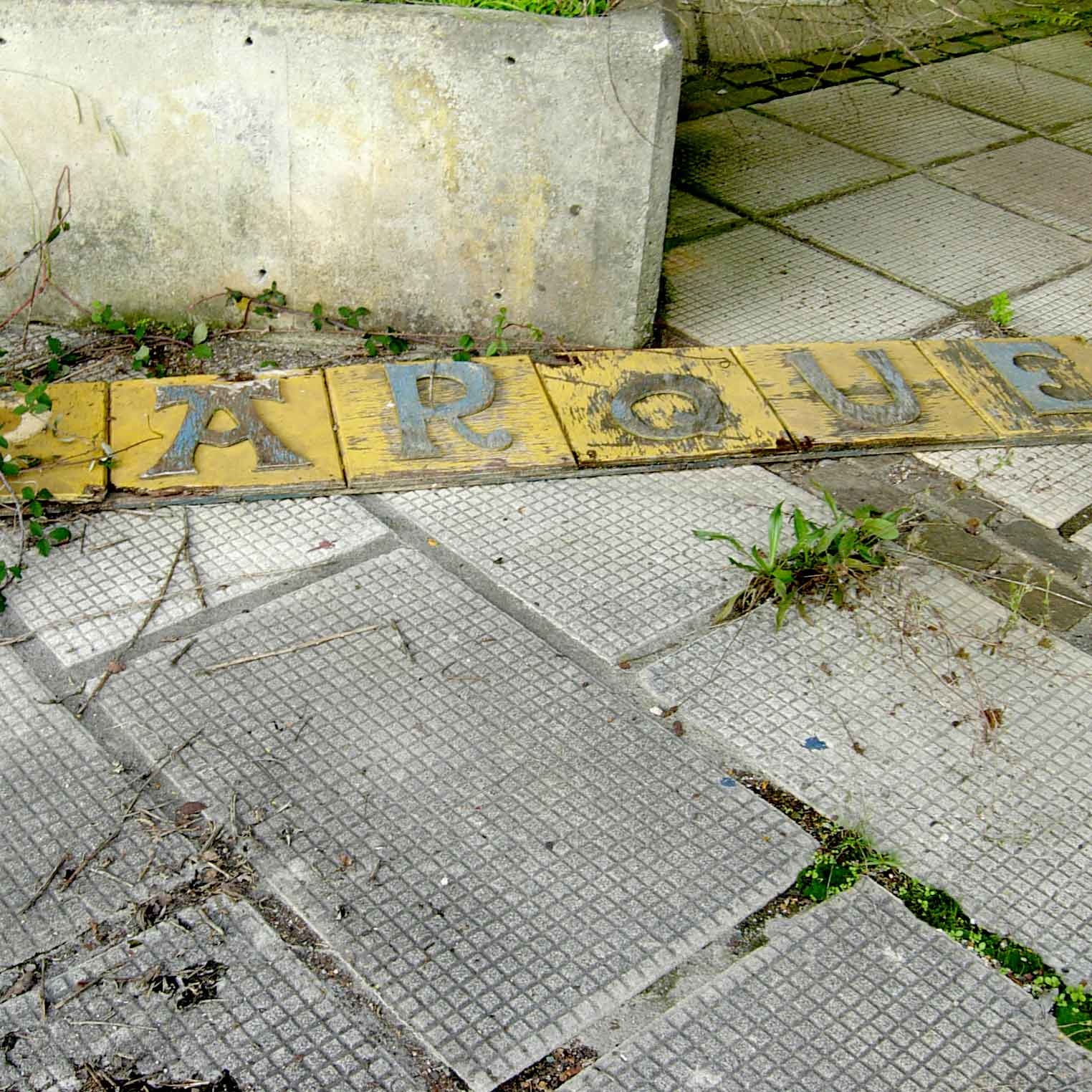
Cartel en desuso

El número de visitantes estimado siempre estuvo muy por debajo de las expectativas de los promotores. La cifra estimada era de un millón y medio de visitantes al año, pero esta previsión nunca se materializó en más de 500 000 visitantes.
El principal hándicap era que el complejo estaba demasiado alejado del casco urbano bilbaíno y su emplazamiento en pleno monte no era muy atractivo. Las sinuosas carreteras, el mal estado de la calzada y la estrechez de la misma provocaban importantes retenciones. El mismo día de la inauguración hubo atascos de más de una hora tanto como para ir como para volver. La recomendación de utilizar el autobús mermó el número de visitantes, pues a la incomodidad de depender de horarios se unían los altos precios. La climatología adversa (niebla, lluvia y viento) tampoco ayudaba, así como el elevado precio de las entradas.
En 1980, se realizó una ampliación de capital por valor de 300 millones de pesetas (casi de dos millones de euros). A partir de 1985, el descenso de público se hizo imparable y se comenzó a especular con la desaparición del parque. En 1988, la situación era límite (solo 120 000 asistentes) y la Diputación Foral de Vizcaya decidió hacerse con el 77 % de las acciones del parque mediante una inversión de 144 millones de pesetas (alrededor de 900 000 €), con lo cual pasó a ser propiedad pública con el objetivo de mantenerlo, potenciarlo y ampliarlo. En 1989 se inyectaron otros 50 millones de pesetas (300 000 €) para reforzar y relanzar el parque. Se lanzó una gran campaña de publicidad y se habilitaron autobuses gratuitos desde el centro de Bilbao. El ejercicio se saldó con pérdidas de 188 millones de pesetas (1 130 000 €), que sufragó la Diputación mediante una partida especial en los presupuestos de 1990.
Ese año se encargó un estudio de viabilidad que puso de relieve la nula rentabilidad social y económica del recinto. El estudio propuso dos opciones para dotar de competitividad al recinto, pero las dos requerían grandes cantidades de dinero.
La primera opción consistía en una inversión de 1150 millones de pesetas (siete millones de euros) y necesitaba un millón de visitantes al año para amortizarse. La segunda consistía en una inversión de 347 millones de pesetas (más de dos millones de euros) y requeriría de 640 000 visitantes anuales. Ni en los mejores años del parque se alcanzó el medio millón, por lo que con las cifras en la mano mantener el parque era demasiado gravoso para la Diputación y las entidades. Además, los conflictos laborales de la plantilla con la empresa, que incluyeron huelgas de hambre, parones en horario laboral y reparto de octavillas, no hicieron otra cosa que empeorar la lastimosa situación. Los trabajadores reclamaban mejoras salariales y la equiparación con los funcionarios de la Diputación. Estas peticiones se tuvieron presentes a la hora de tomar la decisión definitiva. Se acordó la disolución de la empresa y la clausura del recinto.

## Usos posteriores y derribo definitivo
Después de que en 1990 se anunciara su cierre, el Parque de Atracciones de Vizcaya estuvo en desuso. Muchas atracciones fueron desmontadas o vendidas a un parque de atracciones portugués (Bracalandia), entre ellas la pista de autos de choque, la Noria Visión, Mendi Mendiyan, el pequeño ferrocarril, las motos infantiles, las barracas, caballitos, tiovivos... La maleza se apoderó del recinto y las instalaciones corrieron peligro de desprenderse, estando en absoluta ruina. Se puso en venta en el año 2011 por 2,4 millones de euros, pero no hubo comprador. El Departamento de Hacienda de la Diputación de Vizcaya usó parte del complejo como archivo y la Diputación de Vizcaya como almacén, habiendo tenido otros usos temporales como el de aparcamiento de camiones y remolques de los feriantes de las atracciones de fiestas de Bilbao o almacén de decomisos y embargos.
Finalmente, la Diputación Foral de Vizcaya procedió a su derribo en febrero de 2018, finalizándose en julio del mismo año.

## El parque

### Horarios y precios
- Horarios

En sus comienzos, el parque abría todos los días de marzo a septiembre y sábados, domingos y festivos el resto del año.
Esta situación duró hasta el año 1979, cuando se decidió su cierre durante todo el invierno. En septiembre de 1984, el horario era el siguiente: se abría desde las 4 de la tarde los sábados y desde las 12 de la mañana los domingos, cerrándose a las 9 de la noche.
- Precios

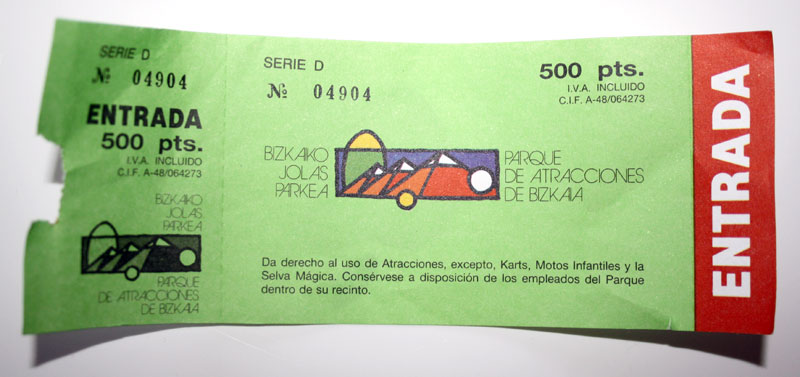
Ticket de entrada

El año de la inauguración las entradas costaban 10 pesetas las infantiles y 20 las de adulto (solo acceso al parque), siendo el gasto estimado en tiques para las diferentes atracciones de unas 110 pesetas por persona, ya que el circuito de karting se pagaba aparte. El precio de los autobuses era de 13 pesetas adultos y 10 pesetas niños, elevados en comparación con las 20 pesetas que costaba acceder al parque. Las últimas entradas, ya con la entrada única implantada, costaban 300 pesetas los días laborables, y 500 pesetas los días festivos, a las que había que sumar 100 pesetas de la Selva Mágica y otras 100 por 4 vueltas (50 para niños) en el circuito de karting.

### Arquitectura
El proyecto se encargó a dos estudios de arquitectura de Bilbao. El primero, el estudio de José Luis y Mariano Ortega, propuesto por Bankunión después de haber diseñado su sede en la plaza Circular de Bilbao. El segundo, el estudio de Ricardo del Campo, José Luis Burgos y Juan Manuel Pazos.
En cuanto al estilo, son dos los que conviven en el recinto: las pirámides metálicas y los edificios y elementos brutalistas. Las ocho estructuras piramidales son de color rojo, disponiendo en cada vértice de una gran linterna, dejando pasar la luz. Se utilizaban como refugio de la lluvia para atracciones y usuarios, dada la climatología adversa del lugar. En cuanto a los materiales, poseen una estructura de acero que se posa sobre una base de hormigón, pensada para poder añadir más pirámides en caso necesario. En armonioso contraste con las estructuras en forma de pirámide están los edificios del Mini-Zoo, las oficinas, las fuentes y el resto del mobiliario urbano del parque, de estilo de arquitectura brutalista, característico por su uso del hormigón y porque se aprecian sus materiales estructurales desde el exterior.

### Organización del parque

#### Funcionamiento
- Aparcamientos: había aparcamientos de turismos y aparcamientos de autobuses que estaban junto a las taquillas. Para los vehículos particulares contaba con un aparcamiento de siete plantas con más de 1000 plazas y para los que viajaran en autobús, las paradas se colocaron en la misma puerta de entrada.
- Entrada principal y taquillas: se accedía al recinto a través de unos tornos situados junto a las taquillas.

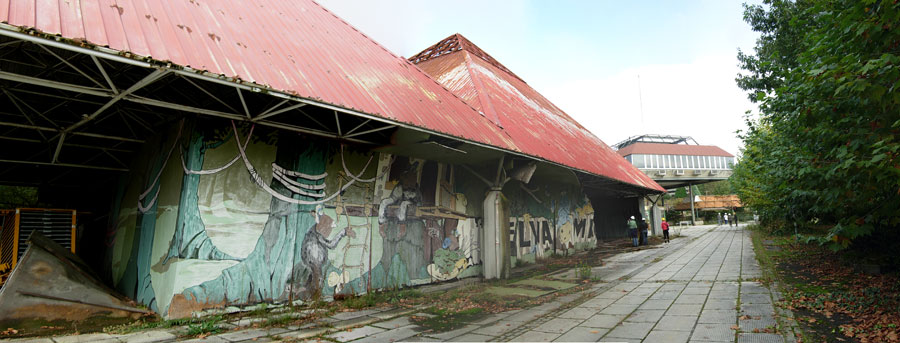
Gran Avenida

- Gran Avenida: era una gran calle de 250 metros de longitud y 20 metros de anchura. Daba acceso a los restaurantes, las terrazas, las pirámides y las diferentes zonas de atracciones. El propio entorno de la avenida era realmente atractivo para la época, rodeada de jardines, modernas fuentes y una constante ambientación musical por megafonía.

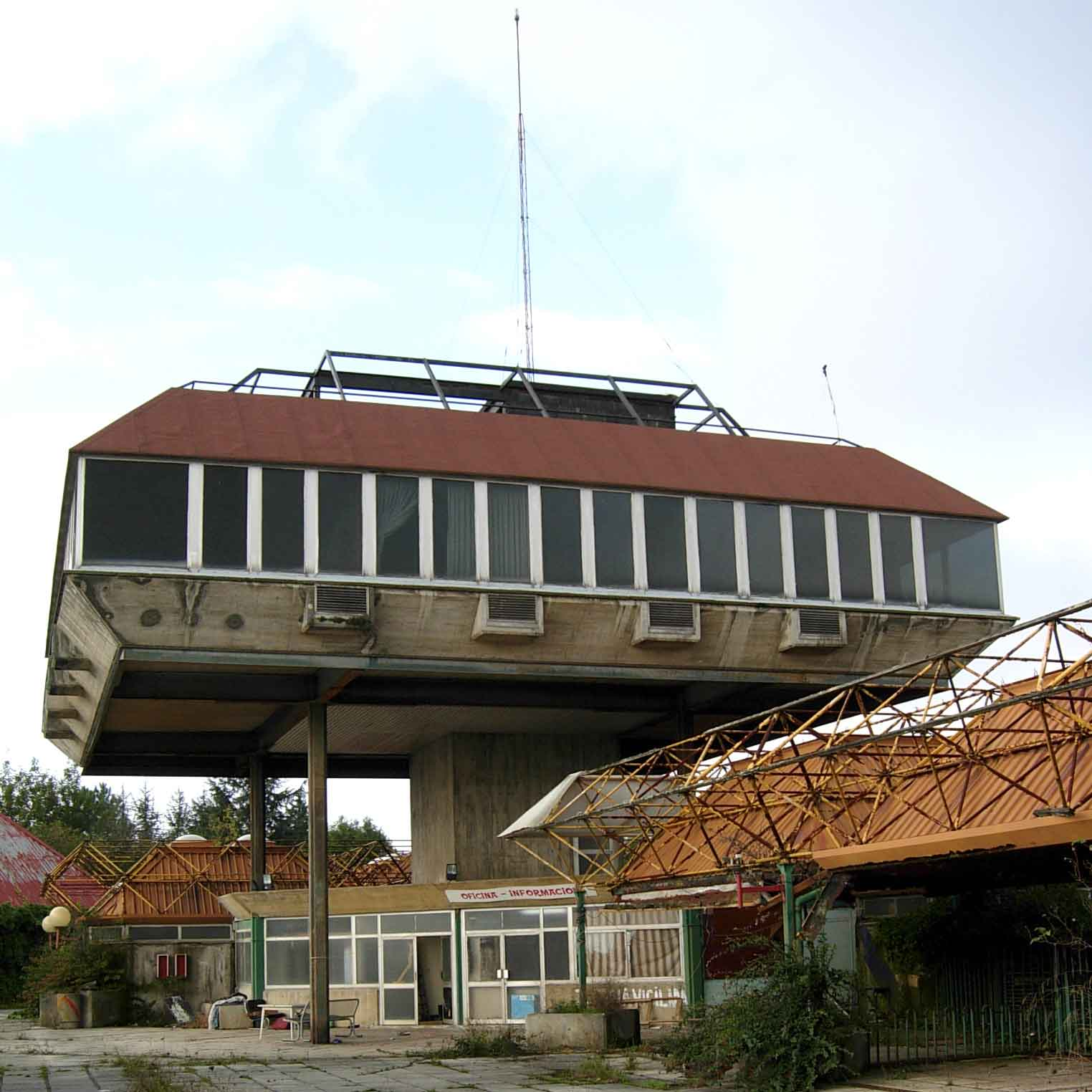
Torre de control y administración

- Oficinas: nada más llegar al parque llama la atención la impresionante torre en la que se situaban las oficinas del parque. Toda la parte administrativa estaba en este edificio y desde él se gestionaban los conciertos, las campañas publicitarias y todas las atracciones, así como la megafonía, por la que se avisaba: «Atención, señoras y señores, dentro de media hora el Parque de Atracciones de Vizcaya procederá a su cierre». Oído ese anuncio todo el mundo se preparaba para dejar el recinto. Similar a las torres de control de los aeropuertos, desde sus inmensos ventanales se dominaba todo el recinto.
- Talleres: estaban a la entrada del parque y estaba formado por dos grandes garajes que se encargaban del mantenimiento de las instalaciones: se reparaban las atracciones dañadas, se cambiaban piezas gastadas y se guardaban las herramientas y maquinaria necesarias para cualquier intervención.

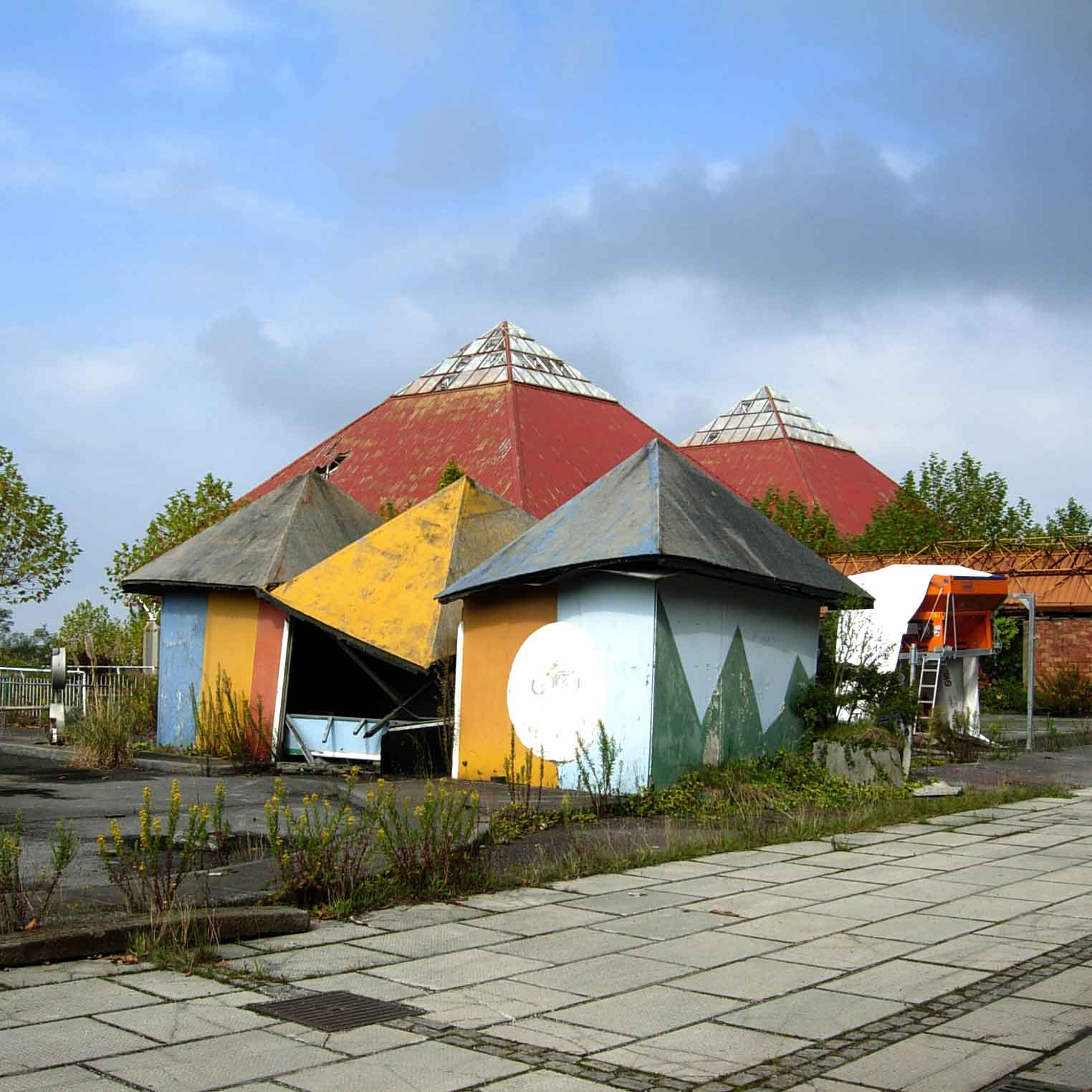
Caseta y pirámides

#### Atracciones
- Autos de Choque: la enorme pista de autos de choque (de 30x14 metros) estaba cerca de la entrada, a la derecha, bajo las pirámides. En ella circulaban en torno a 30 vehículos.
- Enterprise: esta noria seminclinada con estética de nave espacial se inauguró en 1986. Su nombre se tomó de Star Trek.
- Scanner: inaugurada a mediados de la década de 1980, su nombre lo tomó de la teleserie Galáctica, Estrella de Combate, donde se hablaba del scanner en todo momento. Se trataba de la ya tradicional plataforma circular que daba vueltas para un lado y para otro y de arriba abajo.
- Gusano Loco: era la versión corregida y aumentada de los famosos “gusanitos” de las barracas de ferias, donde a bordo de un largo vehículo articulado la gente daba vueltas a un circuito (en el caso del Gusano Loco se metía por un túnel y tenía varios desniveles).
- Pulpo: sorprendente en la época, era un pulpo giratorio gigante.
- Tiovivo: la clásica atracción, con el muñeco de un guarda urbano en el centro y caballitos alrededor.
- Apolo: la típica atracción de avioncitos dando vueltas, que en este caso eran naves espaciales.
- Atracciones made in USA: ideas importadas directamente de los parques de atracciones estadounidenses: Camas Elásticas, Laberinto de Espejos y Espejos Grotescos.
- Tren Fantasma: su apariencia exterior ya producía terror entre los más pequeños. Era una estructura de dos pisos en forma de castillo fantasmagórico, reproduciendo vampiros, demonios y todo tipo de monstruos asomados a las ventanas. En años posteriores, el Tren Fantasma pasó a mostrar paisajes de pesadilla con fantasmas, hombres lobos, momias, zombis y calaveras. La atracción consistía en recorrer los dos pisos del edificio montado en unos cochecitos en los cuales cabían dos personas y toparse durante el recorrido con autómatas y muñecos inanimados del conde Drácula, el monstruo de Frankenstein, brujas, muertos, gigantes, momias…
- Carrejo de Deportes Rurales: se organizaban espectáculos y competiciones de deporte rural vasco.
- Casita de la Fantasía: era el hogar de Blancanieves y los siete enanitos de espumillón y tela. A través de unos grandes escaparates los visitantes podían ver el dormitorio de los enanitos, su salón, el comedor y la bruja.
- Casa Encantada: contenía un recorrido laberíntico y lleno de obstáculos. En sus dos niveles se podía cruzar un puente colgante, deslizarse por un tobogán, escalar unos peldaños casi imposibles y atravesar dos barriles que giraban uno a la inversa del otro para al final atravesar un gran túnel giratorio que dificultaba la salida y tiraba a los más confiados. Hoy en día es el hogar de una colonia de murciélagos.
- Casa Magnética: era un lugar repleto de paredes inclinadas y dibujos estridentes que se diseñó para conseguir crear un curioso efecto óptico. Se entraba por un ventoso pasillo en zig-zag que daba acceso a una habitación cuya perspectiva había sido distorsionada inclinando el suelo y alterando el punto de fuga.

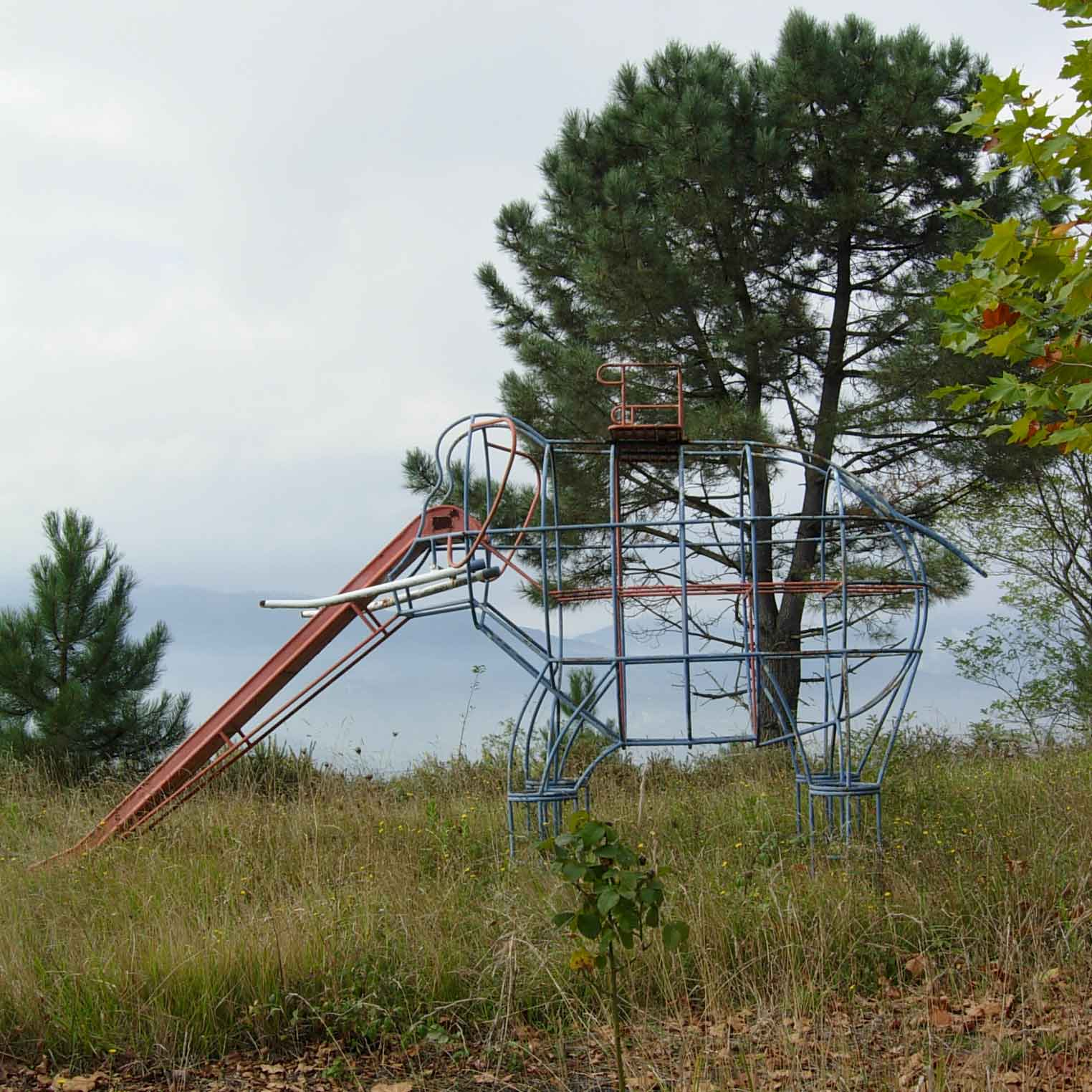
Tobogán con forma de elefante

- Columpios: en una pequeña zona arbolada estaban las barcas, el tobogán con forma de elefante, la bola y una locomotora amarilla, de básicas estructuras metálicas. En el lugar que ahora ocupan los columpios antiguamente estaba el Fuerte Americano y su pozo para pedir deseos, así como el Campamento Indio.
- Atracciones infantiles: para los más pequeños estaban el Parque Infantil, Laberinto, Baby Acuático y Baby Mixto.
- Fuentes Luminosas y Cascadas Acuáticas: se instalaron dos fuentes luminosas en los extremos de la Gran Avenida. El espectáculo de agua y luz se ponía en marcha a diferentes horas y era otra atracción más. El diseño es de los arquitectos del parque y el sistema de juegos de luz y agua del estudio de Carles Buïgas i Sans. En otra parte de la avenida se encontraban las llamativas cascadas acuáticas.

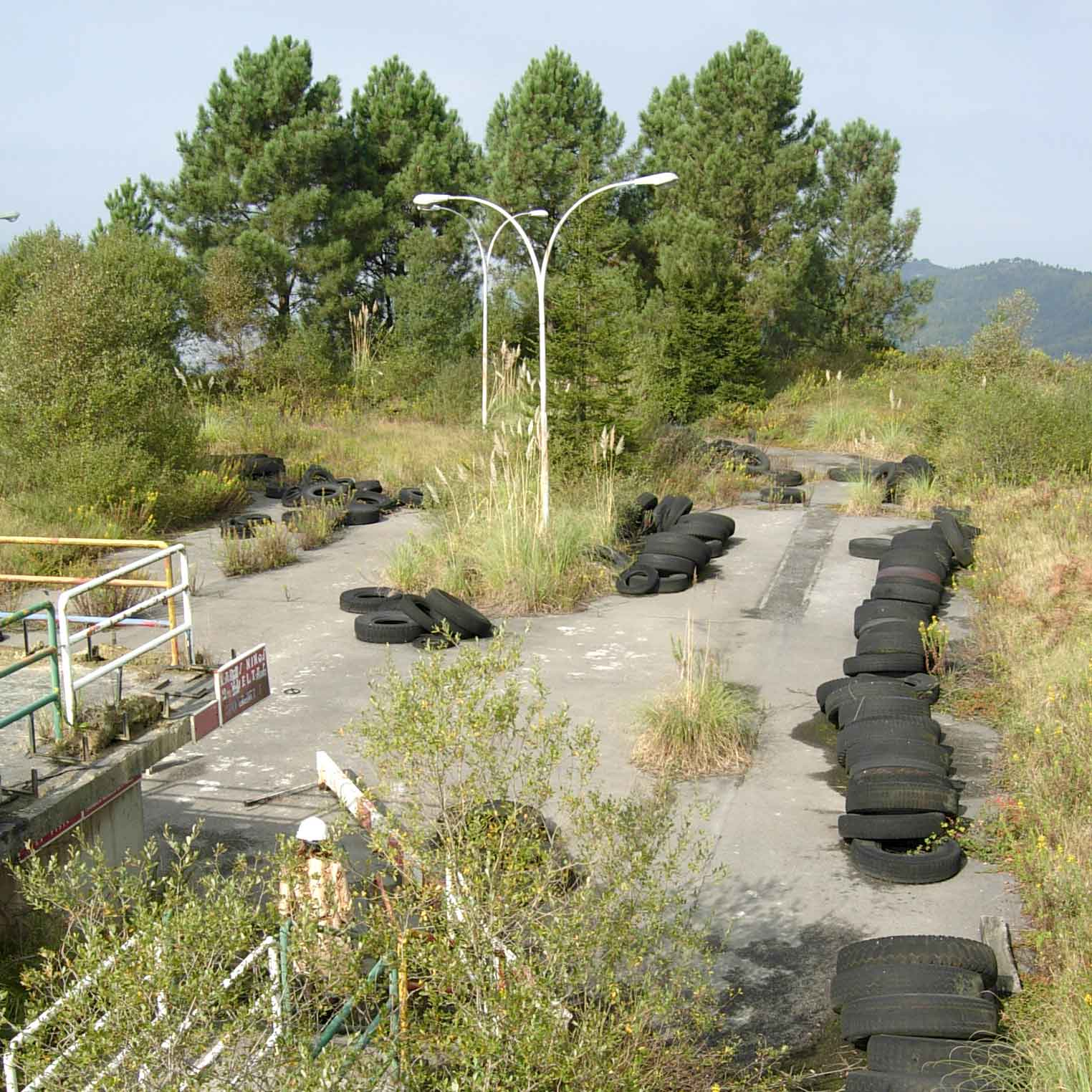
Circuito de karting

- Karts: no incluido en el precio de la entrada. Era una de las atracciones más populares, recomendada para mayores de 16 años. Formada por dos pistas, una para adultos de 180 metros y otra de unos 100 metros para los más jóvenes.
- Máquinas automáticas: todo un edificio estaba dedicado a albergar máquinas tragaperras, videojuegos y autómatas que funcionaban echando una moneda. Esta dependencia desapareció en 1989, cuando fue sustituido por Selva Mágica. Estaba en al calle que servía de entrada y salida del parque.
- Mini-Golf: el minigolf de 15 hoyos estaba situado nada más entrar al recinto del parque, junto a las fuentes luminosas.
- Mendi Mendiyan: la montaña rusa. El día de su inauguración era una de las más grandes de España, con un recorrido de medio kilómetro y más de 75 toneladas de peso.
- Motos: circuito de motos infantiles para los más pequeños.
- Noria Visión: fue una de las norias más altas de España, con 26 metros de altura. Las vistas desde lo más alto eran espectaculares.
- Ford T: se podía subir a uno de los Ford T automatizados y darse un paseo por una pista cerrada de algo más de un kilómetro de largo.
- Fórmula 8: enorme pista (bajo tres pirámides) cercana a las terrazas campestres.
- Salón de Tiro: las clásicas casetas de tiro donde se podían conseguir todo tipo de regalos.
- Selva Mágica: no incluida dentro del precio del parque. Simulaba un paseo por la jungla con figuras articuladas de animales que se movían por ordenador. Se alquiló en 1989 por 20 millones de pesetas (unos 120.000 euros) y se instaló en el espacio que ocupaban las máquinas tragaperras. Un mes más tarde sufrió un incendio que provocó su clausura.
- Premiolandia: tómbola, en la cual se sorteaba cada domingo una bicicleta.
- Tren Turista: la estación se encontraba situada cerca de la montaña rusa y el tren hacía un recorrido alrededor de las atracciones de la zona superior del parque.

#### Mini-Zoo

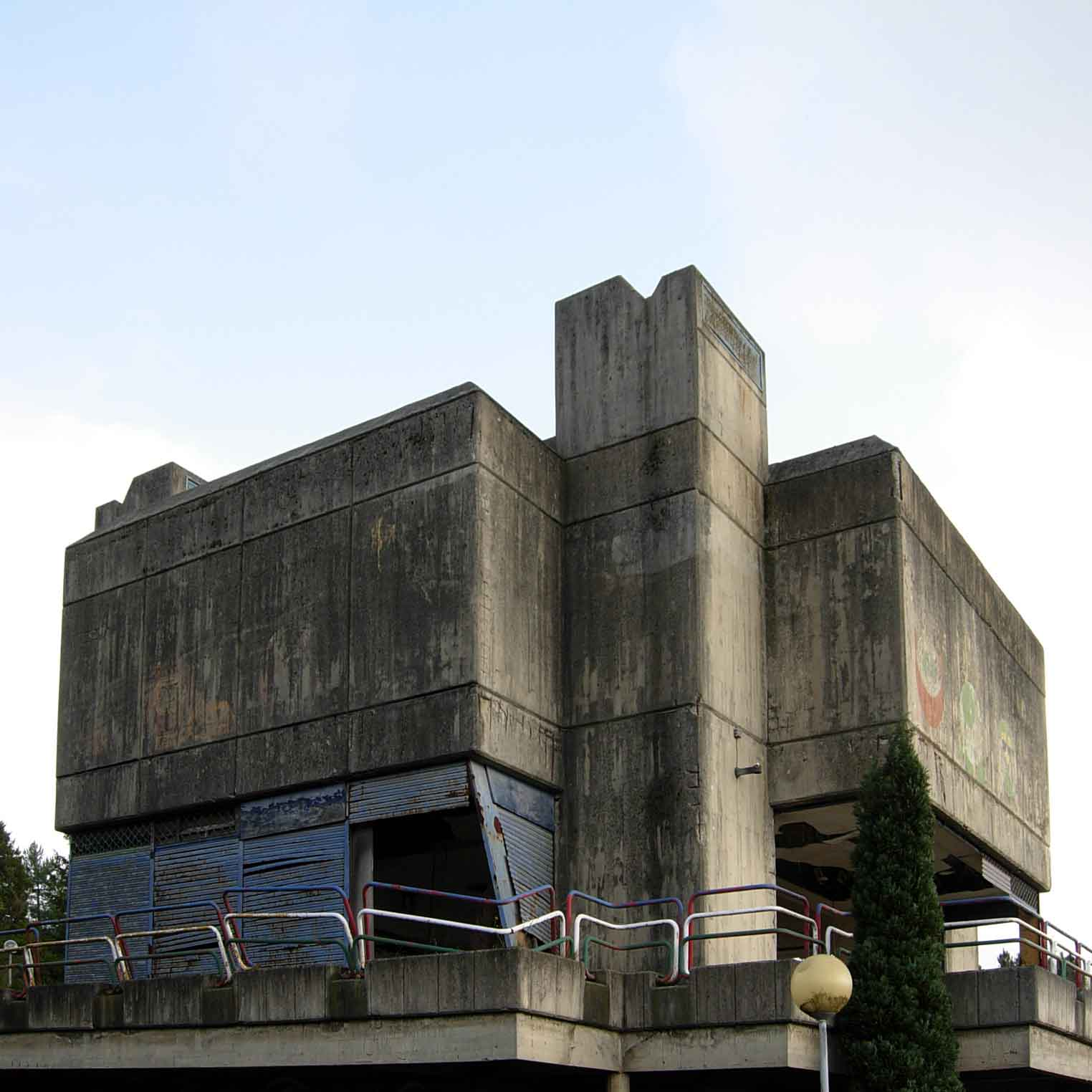
Edificio del Mini-Zoo

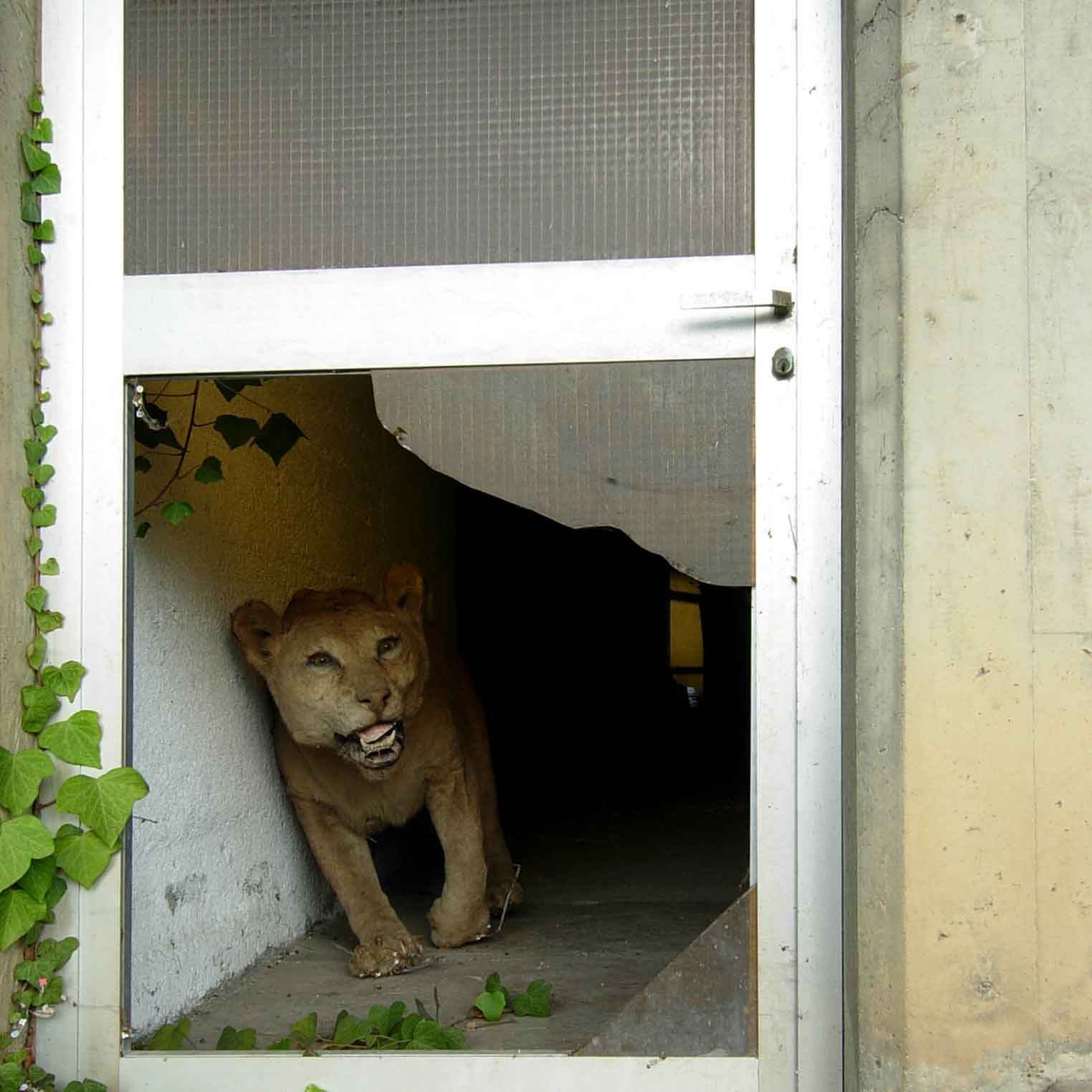
Leona disecada en el Mini-Zoo

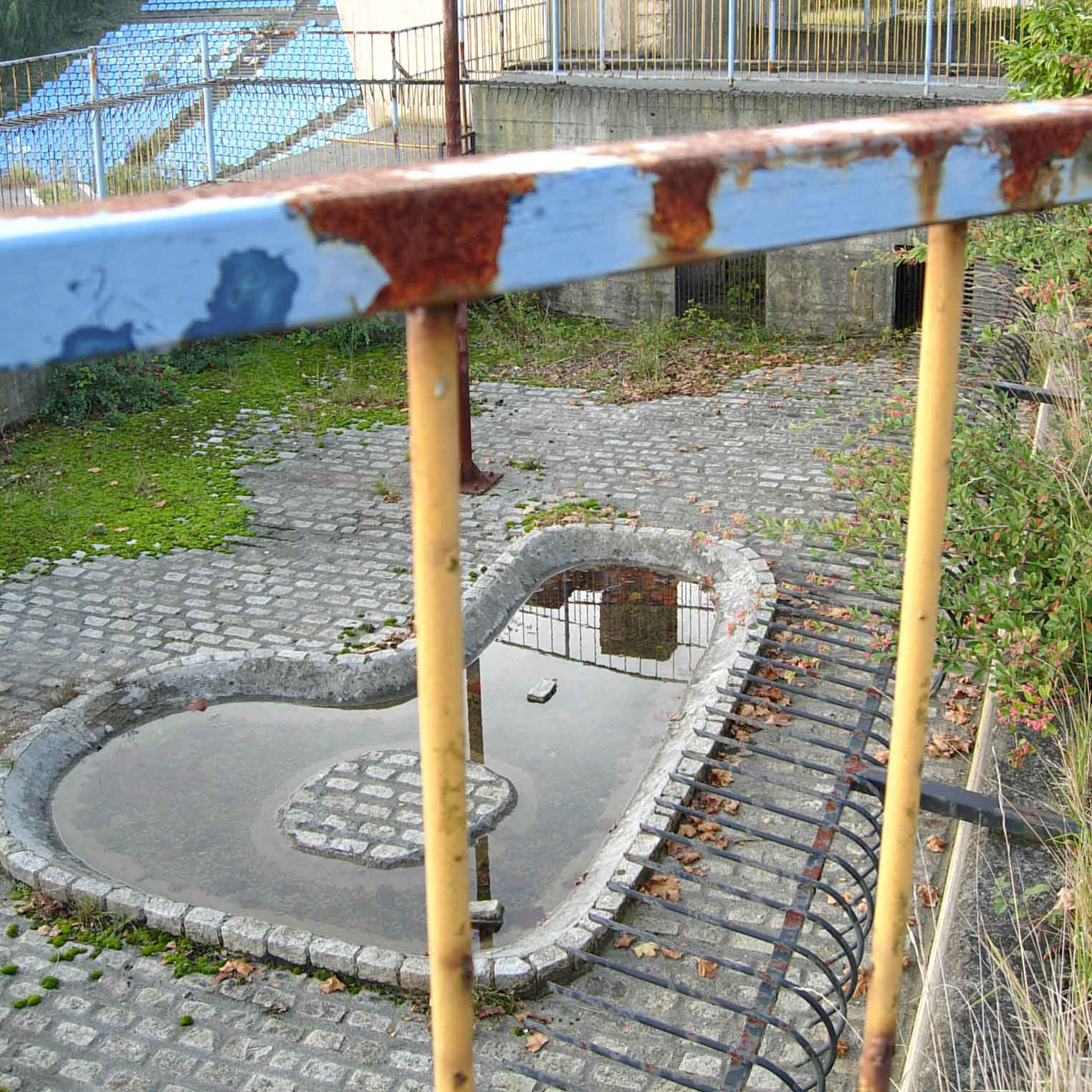
Estanque del Mini-Zoo

Estaba situado en un extremo del parque. Según un documento interno del parque, en 1975 el Mini-Zoo contaba con cachorros de león, monos papuinos, águilas, hurones, ardillas, zorros, lobos, ciervos, gamos y jabalís. En 1974 también había perritos de las praderas, flamencos, grullas y papagayos. Años más tarde, el parque contó con la presencia de pavos reales, pumas y tigres. En el Mini-Zoo había animales exóticos y animales de granja, contando además de los anteriores animales en varias jaulas y casetas, algún foso, y al menos dos estanques, con un edificio donde había acuario, aviario y terrario.
También había en las plantas superiores del edificio un museo que mostraba escenas de la vida salvaje protagonizadas por los animales que habían muerto en el parque y que posteriormente fueron disecados así como unos 30 o 40 animales que se compraron disecados. Después del cierre del parque algunos animales fueron donados a un extrabajador del Zoo de Barcelona, que fue detenido por contrabando de animales y tráfico ilegal de especies años más tarde. El resto fueron enviados por tren a un zoológico de Portugal, pero los vagones en los que viajaban los animales quedaron detenidos, quedándose olvidados y encerrados sin agua, lo que causó la muerte de la mayoría.

#### Anfiteatro

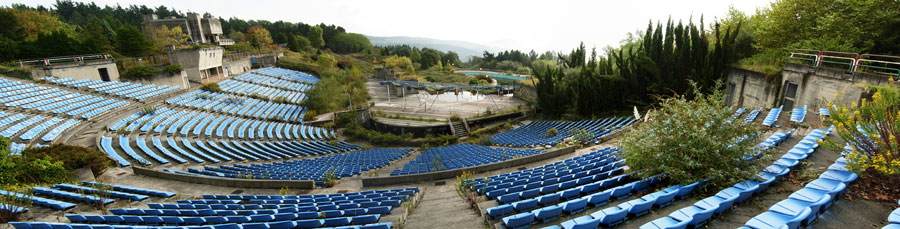
Anfiteatro

Aprovechando la forma de una de las laderas del monte se creó un auditorio con asientos para 4800 espectadores, aunque la capacidad alcanzaba hasta el doble. Por este auditorio pasaron algunos de los mejores cantantes y conjuntos de aquel momento como Juan Pardo, Parchís, Gwendal, Miguel Bosé, Oskorri, Mocedades, Radio Futura, Torrebruno, Gloria Gaynor, Albert Hammond, Mecano, Bertín Osborne, Patxi Andion, Alaska.... Estaba situado frente a la entrada principal y era una enorme construcción que en un principio se pensó cubrir, pero la falta de financiación impidió su desarrollo.

#### Piscina

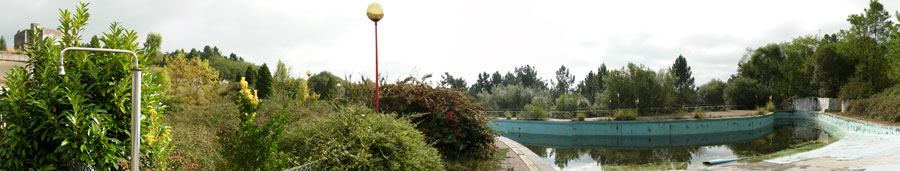
Piscina

Fue construida tres años después de la apertura del parque, y se abrió al público en el año 1978. Se inauguró una piscina, de las seis previstas. Se situó junto al minigolf y bajo el anfiteatro, siendo aquel el lugar más resguardado del parque
Era independiente de las atracciones, con entrada aparte y tarifas propias, aunque los abonados tenían ciertas ventajas para usar las atracciones del parque. Sus instalaciones se completaron con aseos, vestuarios y un chiringuito. Se abría los meses de verano de 11 de la mañana a 7 de tarde. La apertura de las piscinas de Archanda y Churdínaga, así como el frío del agua de sus instalaciones, restaron usuarios a la piscina del parque.

#### Restauración
El parque contaba con 6 instalaciones hosteleras, además del chiringuito de la piscina y de un espacio exterior para el esparcimiento denominado terrazas campestres:
- Un quiosco a la entrada del parque ofrecía bocadillos y refrescos.
- Una churrería, junto a la tómbola y el salón de tiro, que aparte de ofrecer churros vendía dulces y algodón de azúcar.
- Dos cafeterías, una junto al anfiteatro y otra al bajo la noria. Ofrecían comida rápida y platos combinados.

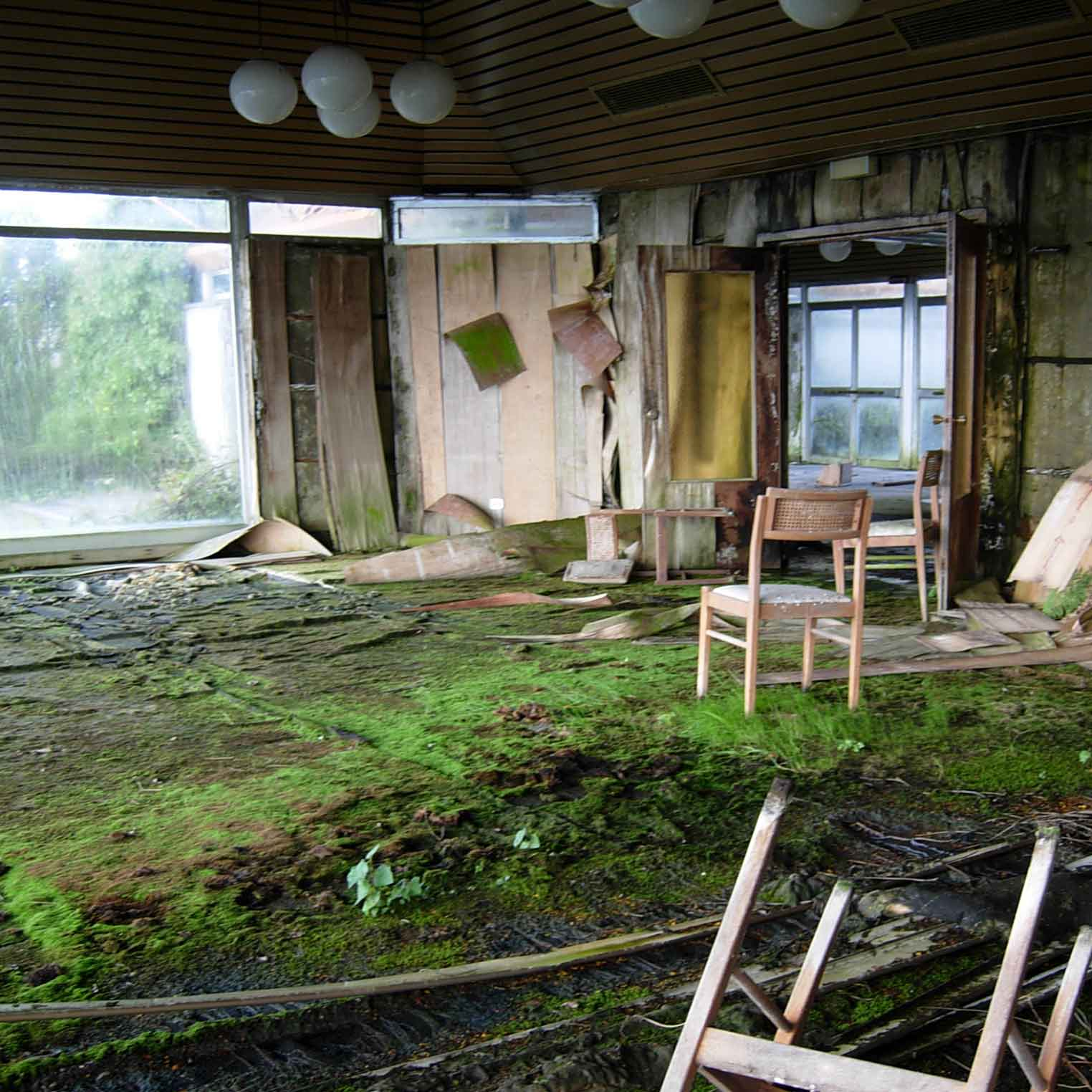
Comedor del restaurante

- Restaurante de lujo. La enorme cristalera del comedor ofrecía unas vistas panorámicas incomparables de todo el parque. Disponía de una sala de exposiciones, un salón de juego y una discoteca. Funcionaba de manera autónoma y podía atender hasta a 450 comensales. Se celebraban bodas, bautizos y comuniones.
- Autoservicio de estilo bufé. El comedor autoservicio podía albergar a más de 350 personas, siendo el único recinto hostelero de todo el parque en el que se podía llevar comida de fuera. Aun así, no había ninguna fuente en todo el parque.

### Identidad corporativa
La imagen del Parque de Atracciones de Vizcaya era algo común en la vida diaria de los vizcaínos y vizcaínas. Había anuncios en prensa casi diarios, cuñas de radio y vallas publicitarias y su logotipo fue un icono que estaba presente sobre todo en las pegatinas para coches y en las camisetas promocionales. El eslogan de su inauguración fue «La ciudad de la risa», así como «¡Empieza la fiesta!» y «El Parque de Atracciones de Vizcaya siempre está de fiesta». En 1983 se pasó a «Parque de Atracciones, ¡qué gozada!» y después a «¡Arriba la diversión!».
El logotipo inicial era un árbol verde y detrás una noria azul. Aquel árbol se encontraba dentro del recinto del parque, cerca de la noria. Incluida dentro del texto “PARQUE DE ATRACCIONES DE VIZCAYA” en grafía vasca y color azul, todo ello sobre fondo blanco y creando una forma circular.
La primera mascota del parque fue un pájaro característico de la geografía vizcaína, el chimbo. En 1981 el pájaro fue sustituido por Basajaun (ser mitológico vasco), que recorría el parque repartiendo regalos. Además, se incorporó al logotipo inicial, que abrazaba y protegía el anterior logo. La imagen del gigante barbudo se podía ver en pegatinas y en los carteles de entrada y salida del propio parque.
Más adelante, se volvió a cambiar el logotipo, de forma rectangular y más colorido, resaltando las formas arquitectónicas de forma piramidal. Se adoptó una tipografía diferente y se incluyó el nombre en los dos idiomas oficiales de la comunidad autónoma del País Vasco.

## Arte y cultura
Aunque cerró sus puertas al público, diferentes proyectos artísticos y culturales han tenido cabida de manera temporal en el Parque de Atracciones de Vizcaya:
- 2005-2007. Proyecto artístico Luna Park, concebido por Franck Larcade, Lisette Smits y Alexis Vaillant y producido por Consonni. Los artistas participantes en el proyecto fueron Bruno Serralongue, Olaf Breuning, Barbara Visser, Jean François Moriceau, Andreas Dobler, Melvin Moti, Jay Chung y Q Maeda. Luna Park fue un vínculo poético entre las obras de arte realizadas dentro del parque y las cuestiones sociales, políticas y económicas del contexto donde se circunscribían. Desde la subjetividad de cada artista se retrató el parque, siendo reprensentado de manera muy diferentes por cada uno de ellos.[15]

- 2007. Grabación del videoclip “On the floor” de grupo musical We Are Standard, de Guecho.

- 2007. Proyecto "Vuelven las atracciones" de la productora de arte Consonni de Bilbao y la artista Saioa Olmo. El proyecto consistió en la realización de una serie de visitas guiadas al parque de atracciones en octubre de 2007, donde dos guías dirigieron a los visitantes durante hora y media por un recorrido previamente establecido. Accedieron al parque 500 personas, aunque al de una semana de abrir la inscripción se agotaron las plazas y se quedaron en lista de espera 600 personas.[16][17]

- 2009. Serie fotográfica “Artxanda´s Amusement park”]de la artista, fotógrafa e ilustradora de La Coruña Raquel Durán.

- 2010. Serie fotográfica titulada “Artxanda” del fotógrafo y diseñador donostiarra José Javier Serrano, más conocido artísticamente como Yosigo.

- 2010. Documental “Parque de Atracciones de Vizcaya: El Diente del Diablo”. El autor es Guillermo Santamaría, realizador audiovisual bilbaíno, que ha intentado rescatar el parque del olvido al que se había sometido.

## Climatología
El parque ocupa 10 hectáreas en la ladera del monte Ganguren, a pocos kilómetros del centro de Bilbao, pero en pleno monte. La climatología se clasifica dentro del clima templado de tipo oceánico, siendo la temperatura media 12,5 °C y sin variaciones bruscas. Las fuertes ráfagas de viento sacuden a menudo el recinto y la lluvia es muy habitual en la provincia (la precipitación media anual es 1200 mm), así como la niebla. Aunque la mayoría de las atracciones estaban cubiertas bajo las pirámides, esto no impedía que los visitantes acabaran mojados. La zona es conocida como el Diente del Diablo. La adversa climatología fue uno de los factores determinantes del fracaso del parque.

## Cómo llegar
Coordenadas geográficas DMS: +43° 15' 14.00", -2° 51' 59.00"
El Parque de Atracciones de Vizcaya se encuentra ubicado cerca de Bilbao, en Galdácano, entre las cumbres de los montes Archanda y Ganguren. El parque cuenta con una única puerta de acceso, cerca de los aparcamientos (cerrados actualmente). Llegar al parque de atracciones es sencillo, aunque es necesario usar el coche para ello:
Desde Bilbao (camino este): coger la carretera BI-631 dirección Artxanda y al llegar al alto de Santo Domingo; coger el desvío a la derecha de la carretera BI-3732, dirección Egirleta y El Gallo. Siguiendo este camino encontramos a cuatro kilómetros un desvío no señalizado a la derecha hacia camino de Ergoein, tomar el desvío y a escasos 100 metros se llega a la antigua entrada del parque.
Desde San Sebastián (camino oeste): en la carretera N-634, dirección Bilbao, al llegar al barrio Azkarri de Galdácano, coger el desvío a la derecha señalado por un cartel que marca Artxanda a 13 kilómetros por la carretera BI-3732. Seguir esta carretera ocho kilómetros, pasando el club de golf que se ve a la izquierda y el área recreativa Elorritxueta (El vivero) que se ve a mano derecha, desde el que pasado 1 kilómetro se debe coger un desvío no señalizado a la izquierda hacia camino de Ergoein. Tomar el desvío y a escasos 100 metros se llega a la antigua entrada del parque.
Desde Vitoria (camino sur): en la calle Ibaizabal de Galdácano, dirección Bilbao, coger el desvío a mano derecha de la N-634 a la altura del barrio Bengoetxe, tomar la primera salida a la derecha en la rotonda y seguir por la calle de Sixta Barrenetxea. A cien metros tomar la primera salida hacia la izquierda, subiendo por el camino de Ergoien. Pasado el túnel coger la curva a la derecha y seguir subiendo durante 4 kilómetros hasta llegar a la antigua entrada del parque.